# Bernard Clavel
Bernard Clavel (ur. 29 maja 1923 w Lons-le-Saunier, zm. 5 października 2010 w Grenoble) – francuski pisarz.
Jest autorem powieści nurtu populistycznego opisujące życie prostych ludzi, m.in. Skok (1961, wyd. pol. 1975), Owoce zimy (1968, wyd. pol. 1971), L’homme du Labrador (1982). Pisał także opowiadania i słuchowiska radiowe. Za powieść Owoce zimy w 1968 otrzymał nagrodę Goncourtów.